# Acrossocheilus macrophthalmus
 Acrossocheilus macrophthalmus és una espècie de peix cipriniforme de la família dels ciprínids que es troba al Vietnam.